# Varvara Stepànova
Varvara Fiódorovna Stepànova (en rus: Варва́ра Фёдоровна Степа́нова; Kovno o Kaunas, Lituània, Imperi Rus, 9 d'octubre de 1894, (21 d'octubre en el calendari gregorià) — Moscou, Unió Soviètica, 20 de maig de 1958), va ser una artista russa i soviètica nascuda a Lituània, origen i puntal del moviment pictòric constructivista soviètic. Va ser una de les artífexs de l'avantguarda russa i soviètica.

## Biografia
Procedia d'una família camperola, però va obtenir una educació a l'Escola d'Art de Kazan (1910-1913), a la capital de la República de Tatarstan, a l'Imperi Rus, on va conèixer el seu col·laborador i parella, Aleksandr Ródtxenko. Seguidament, va fer un període d'estudis a l'Institut Central Artisticoindustrial Stroganov (en rus: Строгановское центральное художественно-промышленное училище, institut d'art i disseny industrial) a Moscou (1913-1914). En els anys que van precedir la Revolució russa de 1917, van compartir un apartament a Moscou amb Vassili Kandinski i, en aquells anys, va conèixer Oleksandra Ekster i Liubov Popova. Ella i aquests artistes aviat es convertirien en les principals figures de l'avantguarda soviètica.
L'any 1917 començà a escriure poesia visual, no figurativa (безпредметные стихи), basada en la capacitat expressiva del so i coneguda després com a zaum. Va compondre poemes zaum (‘transracionals') i va crear llibres d'artista, manuscrits i collages, entre els quals Rtny Khomle, Zigra ar i, la seva obra mestra, Gaust Txaba (1918).
El nou art abstracte a l'Imperi rus i després a la Unió Soviètica, que va començar al voltant del 1909, va ser una mostra més de l'art d'avantguarda que es coïa a Europa en aquell temps, com ara el cubisme i el futurisme italià, i que tenia influències de l'art camperol tradicional.

## Referències

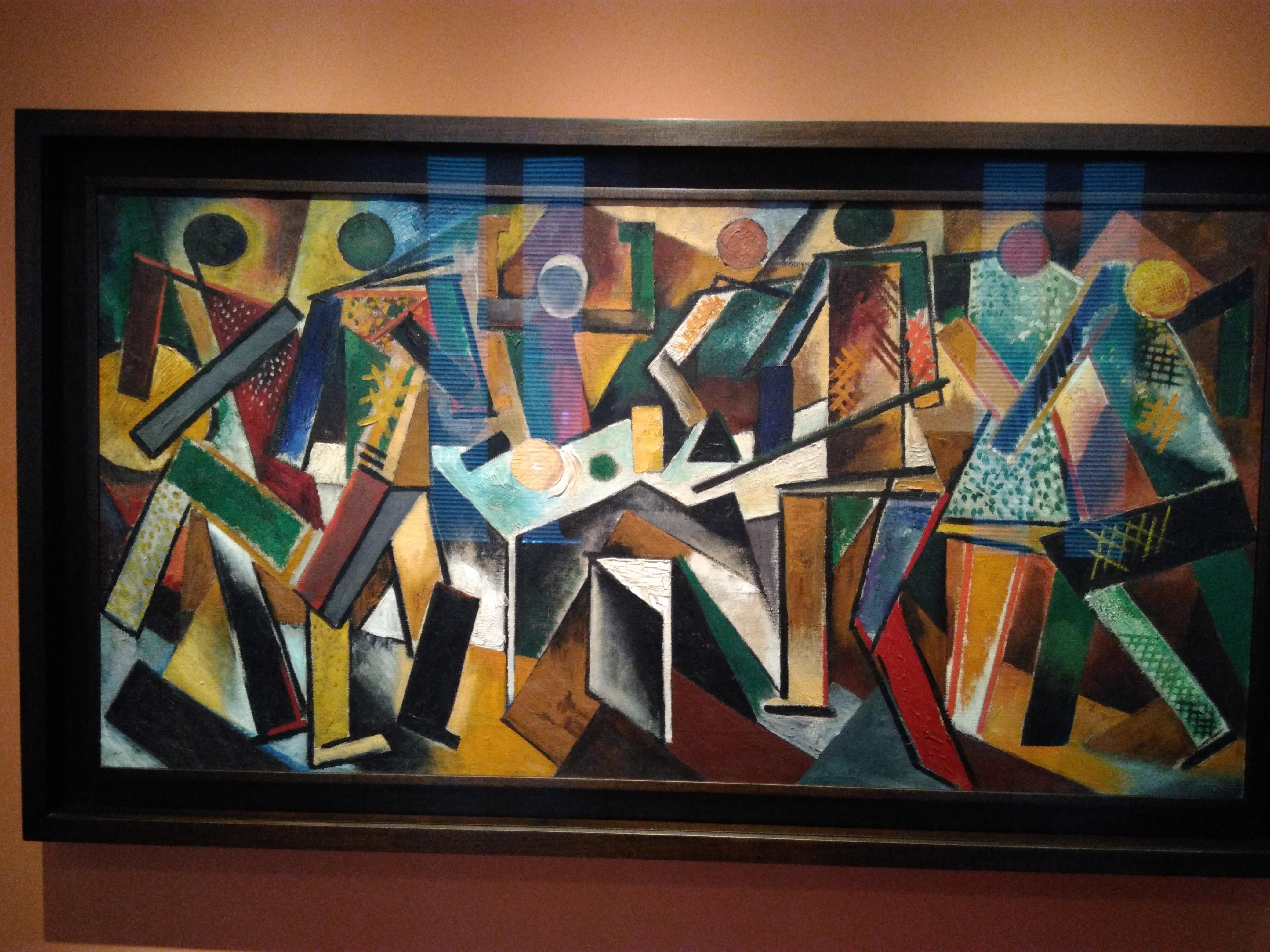
Els jugadors de billar, 1920